# 利特爾羅克鎮區 (明尼蘇達州諾布爾斯縣)
利特爾羅克鎮區（英語：Little Rock Township）是位於美國明尼蘇達州諾布爾斯縣的一個行政鎮區。

## 地方資料
利特爾羅克鎮區的面積為93.30平方千米，當中陸地面積為93.20平方千米，而水域面積為0.10平方千米。根據2020年美國人口普查的數據，當地共有人口206人，而人口密度為每平方千米2.21人。